# BlackBerry PlayBook
De BlackBerry PlayBook is een draagbaar multimedia-apparaat (tablet-pc) van het Canadese bedrijf Research In Motion. De BlackBerry PlayBook is een computer met een multi-touchscherm van 7 inch (17,8 centimeter), heeft twee camera's  en weegt ongeveer 400 gram. Als besturingssysteem wordt BlackBerry Tablet OS (gebaseerd op QNX) gebruikt. Vanaf versie 2.0 is ook mogelijk om, na een kleine aanpassing, Android applicaties te draaien.